# Europamästerskapet i fotboll för herrar 1984
Europamästerskapet i fotboll 1984 spelades i Frankrike den 12 juni till 27 juni 1984. Det var det sjunde Europamästerskapet i fotboll. Frankrike var direktkvalificerat som värdland.

## Kvalspel

### Kvalificerade nationer
- Belgien
- Danmark
- Frankrike (värdnation)
- Jugoslavien
- Portugal
- Rumänien
- Spanien
- Västtyskland

## Arenor
| Marseille          | Nantes                                                      | Lyon                                                        | Lens                    |
| ------------------ | ----------------------------------------------------------- | ----------------------------------------------------------- | ----------------------- |
| Stade Vélodrome    | Stade de la Beaujoire                                       | Stade de Gerland                                            | Stade Félix-Bollaert    |
| Kapacitet: 55 000  | Kapacitet: 52 923                                           | Kapacitet: 51 860                                           | Kapacitet: 49 000       |
|                    |                                                             |                                                             |                         |
| Paris              | · Marseille Nantes Lyon Lens Paris Saint-Étienne Strasbourg | · Marseille Nantes Lyon Lens Paris Saint-Étienne Strasbourg | Saint-Étienne           |
| Parc des Princes   | · Marseille Nantes Lyon Lens Paris Saint-Étienne Strasbourg | · Marseille Nantes Lyon Lens Paris Saint-Étienne Strasbourg | Stade Geoffroy-Guichard |
| Kapacitet: 48 360  | · Marseille Nantes Lyon Lens Paris Saint-Étienne Strasbourg | · Marseille Nantes Lyon Lens Paris Saint-Étienne Strasbourg | Kapacitet: 48 274       |
|                    | · Marseille Nantes Lyon Lens Paris Saint-Étienne Strasbourg | · Marseille Nantes Lyon Lens Paris Saint-Étienne Strasbourg |                         |
| Strasbourg         | · Marseille Nantes Lyon Lens Paris Saint-Étienne Strasbourg | · Marseille Nantes Lyon Lens Paris Saint-Étienne Strasbourg |                         |
| Stade de la Meinau | · Marseille Nantes Lyon Lens Paris Saint-Étienne Strasbourg | · Marseille Nantes Lyon Lens Paris Saint-Étienne Strasbourg |                         |
| Kapacitet: 42 756  | · Marseille Nantes Lyon Lens Paris Saint-Étienne Strasbourg | · Marseille Nantes Lyon Lens Paris Saint-Étienne Strasbourg |                         |
|                    | · Marseille Nantes Lyon Lens Paris Saint-Étienne Strasbourg | · Marseille Nantes Lyon Lens Paris Saint-Étienne Strasbourg |                         |

## Gruppspel

### Grupp 1
| Nr | Lag         | S | V | O | F | GM | IM | MS | P |
| -- | ----------- | - | - | - | - | -- | -- | -- | - |
| 1  | Frankrike   | 3 | 3 | 0 | 0 | 9  | 2  | +7 | 6 |
| 2  | Danmark     | 3 | 2 | 0 | 1 | 8  | 3  | +5 | 4 |
| 3  | Belgien     | 3 | 1 | 0 | 2 | 4  | 8  | −4 | 2 |
| 4  | Jugoslavien | 3 | 0 | 0 | 3 | 2  | 10 | −8 | 0 |

|             | 12 juni 1984 | Frankrike          | 1 – 0           | Danmark | Parc des Princes                                        |                                                         |
| 20:30 UTC+1 | 20:30 UTC+1  | Michel Platini 78′ | (0 – 0) Rapport |         | Paris Publik: 47 570 Domare: Volker Roth (Västtyskland) | Paris Publik: 47 570 Domare: Volker Roth (Västtyskland) |
| 20:30 UTC+1 | 20:30 UTC+1  |                    |                 |         | Paris Publik: 47 570 Domare: Volker Roth (Västtyskland) | Paris Publik: 47 570 Domare: Volker Roth (Västtyskland) |
| 20:30 UTC+1 | 20:30 UTC+1  |                    |                 |         | Paris Publik: 47 570 Domare: Volker Roth (Västtyskland) | Paris Publik: 47 570 Domare: Volker Roth (Västtyskland) |

|             | 13 juni 1984 | Belgien                                | 2 – 0           | Jugoslavien | Stade Félix Bollaert                                   |                                                        |
| 20:30 UTC+1 | 20:30 UTC+1  | Erwin Vandenbergh 28′ Georges Grün 45′ | (2 – 0) Rapport |             | Lens Publik: 41 774 Domare: Erik Fredriksson (Sverige) | Lens Publik: 41 774 Domare: Erik Fredriksson (Sverige) |
| 20:30 UTC+1 | 20:30 UTC+1  |                                        |                 |             | Lens Publik: 41 774 Domare: Erik Fredriksson (Sverige) | Lens Publik: 41 774 Domare: Erik Fredriksson (Sverige) |
| 20:30 UTC+1 | 20:30 UTC+1  |                                        |                 |             | Lens Publik: 41 774 Domare: Erik Fredriksson (Sverige) | Lens Publik: 41 774 Domare: Erik Fredriksson (Sverige) |

|             | 16 juni 1984 | Frankrike                                                               | 5 – 0           | Belgien | Stade de la Beaujoire                                   |                                                         |
| 17:15 UTC+1 | 17:15 UTC+1  | Michel Platini 4′, 74′ (str.), 89′ Alain Giresse 33′ Luis Fernández 43′ | (3 – 0) Rapport |         | Nantes Publik: 51 359 Domare: Bob Valentine (Skottland) | Nantes Publik: 51 359 Domare: Bob Valentine (Skottland) |
| 17:15 UTC+1 | 17:15 UTC+1  |                                                                         |                 |         | Nantes Publik: 51 359 Domare: Bob Valentine (Skottland) | Nantes Publik: 51 359 Domare: Bob Valentine (Skottland) |
| 17:15 UTC+1 | 17:15 UTC+1  |                                                                         |                 |         | Nantes Publik: 51 359 Domare: Bob Valentine (Skottland) | Nantes Publik: 51 359 Domare: Bob Valentine (Skottland) |

|             | 16 juni 1984 | Danmark                                                                                      | 5 – 0           | Jugoslavien | Stade de Gerland                                            |                                                             |
| 20:30 UTC+1 | 20:30 UTC+1  | Frank Arnesen 8′, 69′ (str.) Klaus Berggreen 16′ Preben Elkjær Larsen 82′ John Lauridsen 84′ | (2 – 0) Rapport |             | Lyon Publik: 24 736 Domare: Augusto Lamo Castillo (Spanien) | Lyon Publik: 24 736 Domare: Augusto Lamo Castillo (Spanien) |
| 20:30 UTC+1 | 20:30 UTC+1  |                                                                                              |                 |             | Lyon Publik: 24 736 Domare: Augusto Lamo Castillo (Spanien) | Lyon Publik: 24 736 Domare: Augusto Lamo Castillo (Spanien) |
| 20:30 UTC+1 | 20:30 UTC+1  |                                                                                              |                 |             | Lyon Publik: 24 736 Domare: Augusto Lamo Castillo (Spanien) | Lyon Publik: 24 736 Domare: Augusto Lamo Castillo (Spanien) |

|             | 19 juni 1984 | Frankrike                    | 3 – 2           | Jugoslavien                                  | Stade Geoffroy-Guichard                                    |                                                            |
| 20:30 UTC+1 | 20:30 UTC+1  | Michel Platini 59′, 62′, 77′ | (0 – 1) Rapport | 32′ Miloš Šestić 84′ (str.) Dragan Stojković | Saint-Étienne Publik: 47 589 Domare: André Daina (Schweiz) | Saint-Étienne Publik: 47 589 Domare: André Daina (Schweiz) |
| 20:30 UTC+1 | 20:30 UTC+1  |                              |                 |                                              | Saint-Étienne Publik: 47 589 Domare: André Daina (Schweiz) | Saint-Étienne Publik: 47 589 Domare: André Daina (Schweiz) |
| 20:30 UTC+1 | 20:30 UTC+1  |                              |                 |                                              | Saint-Étienne Publik: 47 589 Domare: André Daina (Schweiz) | Saint-Étienne Publik: 47 589 Domare: André Daina (Schweiz) |

|             | 19 juni 1984 | Danmark                                                                     | 3 – 2           | Belgien                                  | Stade de la Meinau                                           |                                                              |
| 20:30 UTC+1 | 20:30 UTC+1  | Frank Arnesen 41′ (str.) Kenneth Brylle Larsen 60′ Preben Elkjær Larsen 84′ | (1 – 2) Rapport | 26′ Jan Ceulemans 39′ Franky Vercauteren | Strasbourg Publik: 36 911 Domare: Adolf Prokop (Östtyskland) | Strasbourg Publik: 36 911 Domare: Adolf Prokop (Östtyskland) |
| 20:30 UTC+1 | 20:30 UTC+1  |                                                                             |                 |                                          | Strasbourg Publik: 36 911 Domare: Adolf Prokop (Östtyskland) | Strasbourg Publik: 36 911 Domare: Adolf Prokop (Östtyskland) |
| 20:30 UTC+1 | 20:30 UTC+1  |                                                                             |                 |                                          | Strasbourg Publik: 36 911 Domare: Adolf Prokop (Östtyskland) | Strasbourg Publik: 36 911 Domare: Adolf Prokop (Östtyskland) |

### Grupp 2
| Nr | Lag          | S | V | O | F | GM | IM | MS | P |
| -- | ------------ | - | - | - | - | -- | -- | -- | - |
| 1  | Spanien      | 3 | 1 | 2 | 0 | 3  | 2  | +1 | 4 |
| 2  | Portugal     | 3 | 1 | 2 | 0 | 2  | 1  | +1 | 4 |
| 3  | Västtyskland | 3 | 1 | 1 | 1 | 2  | 2  | 0  | 3 |
| 4  | Rumänien     | 3 | 0 | 1 | 2 | 2  | 4  | −2 | 1 |

|             | 14 juni 1984 | Västtyskland | 0 – 0           | Portugal | Stade de la Meinau                                                 |                                                                    |
| 17:15 UTC+1 | 17:15 UTC+1  |              | (0 – 0) Rapport |          | Strasbourg Publik: 44 707 Domare: Romualdas Yushka (Sovjetunionen) | Strasbourg Publik: 44 707 Domare: Romualdas Yushka (Sovjetunionen) |
| 17:15 UTC+1 | 17:15 UTC+1  |              |                 |          | Strasbourg Publik: 44 707 Domare: Romualdas Yushka (Sovjetunionen) | Strasbourg Publik: 44 707 Domare: Romualdas Yushka (Sovjetunionen) |
| 17:15 UTC+1 | 17:15 UTC+1  |              |                 |          | Strasbourg Publik: 44 707 Domare: Romualdas Yushka (Sovjetunionen) | Strasbourg Publik: 44 707 Domare: Romualdas Yushka (Sovjetunionen) |

|             | 14 juni 1984 | Rumänien          | 1 – 1           | Spanien                            | Stade Geoffroy-Guichard                                      |                                                              |
| 20:30 UTC+1 | 20:30 UTC+1  | László Bölöni 35′ | (1 – 1) Rapport | 22′ (str.) Francisco José Carrasco | Saint-Étienne Publik: 16 972 Domare: Alexis Ponnet (Belgien) | Saint-Étienne Publik: 16 972 Domare: Alexis Ponnet (Belgien) |
| 20:30 UTC+1 | 20:30 UTC+1  |                   |                 |                                    | Saint-Étienne Publik: 16 972 Domare: Alexis Ponnet (Belgien) | Saint-Étienne Publik: 16 972 Domare: Alexis Ponnet (Belgien) |
| 20:30 UTC+1 | 20:30 UTC+1  |                   |                 |                                    | Saint-Étienne Publik: 16 972 Domare: Alexis Ponnet (Belgien) | Saint-Étienne Publik: 16 972 Domare: Alexis Ponnet (Belgien) |

|             | 17 juni 1984 | Västtyskland         | 2 – 1           | Rumänien         | Stade Félix-Bollaert                                   |                                                        |
| 17:15 UTC+1 | 17:15 UTC+1  | Rudi Völler 25′, 66′ | (1 – 0) Rapport | 46′ Marcel Coraș | Lens Publik: 31 787 Domare: Jan Keizer (Nederländerna) | Lens Publik: 31 787 Domare: Jan Keizer (Nederländerna) |
| 17:15 UTC+1 | 17:15 UTC+1  |                      |                 |                  | Lens Publik: 31 787 Domare: Jan Keizer (Nederländerna) | Lens Publik: 31 787 Domare: Jan Keizer (Nederländerna) |
| 17:15 UTC+1 | 17:15 UTC+1  |                      |                 |                  | Lens Publik: 31 787 Domare: Jan Keizer (Nederländerna) | Lens Publik: 31 787 Domare: Jan Keizer (Nederländerna) |

|             | 17 juni 1984 | Portugal          | 1 – 1           | Spanien        | Stade Véldodrome                                             |                                                              |
| 20:30 UTC+1 | 20:30 UTC+1  | António Sousa 52′ | (0 – 0) Rapport | 73′ Santillana | Marseille Publik: 24 364 Domare: Michael Vautrot (Frankrike) | Marseille Publik: 24 364 Domare: Michael Vautrot (Frankrike) |
| 20:30 UTC+1 | 20:30 UTC+1  |                   |                 |                | Marseille Publik: 24 364 Domare: Michael Vautrot (Frankrike) | Marseille Publik: 24 364 Domare: Michael Vautrot (Frankrike) |
| 20:30 UTC+1 | 20:30 UTC+1  |                   |                 |                | Marseille Publik: 24 364 Domare: Michael Vautrot (Frankrike) | Marseille Publik: 24 364 Domare: Michael Vautrot (Frankrike) |

|             | 20 juni 1984 | Västtyskland | 0 – 1           | Spanien            | Parc des Princes                                                |                                                                 |
| 20:30 UTC+1 | 20:30 UTC+1  |              | (0 – 0) Rapport | 90′ Antonio Maceda | Paris Publik: 47 691 Domare: Vojtech Christov (Tjeckoslovakien) | Paris Publik: 47 691 Domare: Vojtech Christov (Tjeckoslovakien) |
| 20:30 UTC+1 | 20:30 UTC+1  |              |                 |                    | Paris Publik: 47 691 Domare: Vojtech Christov (Tjeckoslovakien) | Paris Publik: 47 691 Domare: Vojtech Christov (Tjeckoslovakien) |
| 20:30 UTC+1 | 20:30 UTC+1  |              |                 |                    | Paris Publik: 47 691 Domare: Vojtech Christov (Tjeckoslovakien) | Paris Publik: 47 691 Domare: Vojtech Christov (Tjeckoslovakien) |

|             | 20 juni 1984 | Portugal           | 1 – 0           | Rumänien | Stade de la Beaujoire                                   |                                                         |
| 20:30 UTC+1 | 20:30 UTC+1  | Tamagnini Nené 81′ | (0 – 0) Rapport |          | Nantes Publik: 24 464 Domare: Heinz Fahnler (Österrike) | Nantes Publik: 24 464 Domare: Heinz Fahnler (Österrike) |
| 20:30 UTC+1 | 20:30 UTC+1  |                    |                 |          | Nantes Publik: 24 464 Domare: Heinz Fahnler (Österrike) | Nantes Publik: 24 464 Domare: Heinz Fahnler (Österrike) |
| 20:30 UTC+1 | 20:30 UTC+1  |                    |                 |          | Nantes Publik: 24 464 Domare: Heinz Fahnler (Österrike) | Nantes Publik: 24 464 Domare: Heinz Fahnler (Österrike) |

## Slutspel

### Slutspelsträd
|  | Semifinaler      | Semifinaler |   |           | Final | Final |  |  |  |  |
|  |                  |             |   |           |       |       |  |  |  |  |
|  | Frankrike (e.f.) | 3           |   |           |       |       |  |  |  |  |
|  | Portugal         | 2           |   |           |       |       |  |  |  |  |
|  | Portugal         | 2           |   | Frankrike | 2     |       |  |  |  |  |
|  |                  |             |   | Frankrike | 2     |       |  |  |  |  |
|  |                  | Spanien     | 0 |           |       |       |  |  |  |  |
|  | Spanien (str.)   | Spanien     | 0 | 1 (5)     |       |       |  |  |  |  |
|  | Spanien (str.)   |             |   | 1 (5)     |       |       |  |  |  |  |
|  | Danmark          | 1 (4)       |   |           |       |       |  |  |  |  |

### Semifinaler
|            | 23 juni 1984 | Frankrike                                            | 0000 3 – 2 (e.fl.) | Portugal            | Stade Vélodrome                                          |                                                          |
| 20:00 UTC+ | 20:00 UTC+   | Jean-François Domergue 24′, 114′ Michel Platini 119′ | (1 – 0) Rapport    | 74′, 98′ Rui Jordão | Marseille Publik: 54 848 Domare: Paolo Bergamo (Italien) | Marseille Publik: 54 848 Domare: Paolo Bergamo (Italien) |
| 20:00 UTC+ | 20:00 UTC+   |                                                      |                    |                     | Marseille Publik: 54 848 Domare: Paolo Bergamo (Italien) | Marseille Publik: 54 848 Domare: Paolo Bergamo (Italien) |
| 20:00 UTC+ | 20:00 UTC+   |                                                      |                    |                     | Marseille Publik: 54 848 Domare: Paolo Bergamo (Italien) | Marseille Publik: 54 848 Domare: Paolo Bergamo (Italien) |

|             | 24 juni 1984 | Danmark                                                                      | 0000 1 – 1 (e.fl.)         | Spanien                                                                    | Stade de Gerland                                      |                                                       |
| 20:00 UTC+1 | 20:00 UTC+1  | Søren Lerby 7′                                                               | (1 – 0) Rapport            | 67′ Antonio Maceda                                                         | Lyon Publik: 47 843 Domare: George Courtney (England) | Lyon Publik: 47 843 Domare: George Courtney (England) |
| 20:00 UTC+1 | 20:00 UTC+1  |                                                                              |                            |                                                                            | Lyon Publik: 47 843 Domare: George Courtney (England) | Lyon Publik: 47 843 Domare: George Courtney (England) |
| 20:00 UTC+1 | 20:00 UTC+1  | Kenneth Brylle Jesper Olsen Michael Laudrup Søren Lerby Preben Elkjær Larsen | Straffsparksläggning 4 – 5 | Santillana Juan Antonio Señor Santiago Urkiaga Víctor Muñoz Manuel Sarabia | Lyon Publik: 47 843 Domare: George Courtney (England) | Lyon Publik: 47 843 Domare: George Courtney (England) |

### Final
|             | 27 juni 1984 | Frankrike                            | 2 – 0           | Spanien | Parc des Princes                                                |                                                                 |
| 20:00 UTC+1 | 20:00 UTC+1  | Michel Platini 57′ Bruno Bellone 90′ | (0 – 0) Rapport |         | Paris Publik: 47 368 Domare: Vojtech Christov (Tjeckoslovakien) | Paris Publik: 47 368 Domare: Vojtech Christov (Tjeckoslovakien) |
| 20:00 UTC+1 | 20:00 UTC+1  |                                      |                 |         | Paris Publik: 47 368 Domare: Vojtech Christov (Tjeckoslovakien) | Paris Publik: 47 368 Domare: Vojtech Christov (Tjeckoslovakien) |
| 20:00 UTC+1 | 20:00 UTC+1  |                                      |                 |         | Paris Publik: 47 368 Domare: Vojtech Christov (Tjeckoslovakien) | Paris Publik: 47 368 Domare: Vojtech Christov (Tjeckoslovakien) |

| Europamästare: Frankrike (första titeln) |

## Målskyttar
9 mål
- Michel Platini

3 mål
- Frank Arnesen

2 mål
- Rui Manuel Jordão
- Preben Elkjær
- Jean-François Domergue
- Rudi Völler
- Antonio Maceda Francés

1 mål
- Tamagnini Nené - António Sousa
- Jan Ceulemans - Georges Grün - Erwin Vandenbergh - Frank Vercauteren
- Klaus Berggreen - Kenneth Brylle - John Lauridsen - Søren Lerby
- Bruno Bellone - Luis Fernandez - Alain Giresse
- Laszlo Bölöni - Marcel Coras
- Francisco Carrasco - Santillana
- Milos Sestic - Dragan Stojkovic

## Europamästarna
| Nr                             | Spelare                | Position             | Klubb (1984)        |
| ------------------------------ | ---------------------- | -------------------- | ------------------- |
| 1                              | Joël Bats              | Målvakt              | Auxerre             |
| 2                              | Manuel Amoros          | Högerback            | AS Monaco           |
| 3                              | Jean-François Domergue | Vänsterback          | Toulouse            |
| 4                              | Maxime Bossis          | Libero               | Nantes              |
| 5                              | Patrick Battiston      | Stopper              | Bordeaux            |
| 6                              | Luis Fernandez         | Defensiv mittfältare | Paris Saint-Germain |
| 7                              | Jean-Marc Ferreri      | Offensiv mittfältare | Auxerre             |
| 8                              | Daniel Bravo           | Offensiv mittfältare | AS Monaco           |
| 9                              | Bernard Genghini       | Offensiv mittfältare | AS Monaco           |
| 10                             | Michel Platini         | Offensiv mittfältare | Juventus            |
| 11                             | Bruno Bellone          | Vänsterytter         | AS Monaco           |
| 12                             | Alain Giresse          | Offensiv mittfältare | Bordeaux            |
| 13                             | Didier Six             | Högerytter           | Mulhouse            |
| 14                             | Jean Tigana            | Defensiv mittfältare | Bordeaux            |
| 15                             | Yvon Le Roux           | Stopper              | AS Monaco           |
| 16                             | Dominique Rocheteau    | Centerforward        | Paris Saint-Germain |
| 17                             | Bernard Lacombe        | Centerforward        | Bordeaux            |
| 18                             | Thierry Tusseau        | Vänsterback          | Bordeaux            |
| 19                             | Philippe Bergeroo      | Målvakt              | Toulouse            |
| 20                             | Albert Rust            | Målvakt              | Sochaux             |
| Förbundskapten: Michel Hidalgo |                        |                      |                     |